# آزبار آدام
آزبار آدام (ارمنی: Ազբար Ադամ؛ انگلیسی: Azbar Adam زادهٔ ۱۸۱۶ - درگذشته ۱۸۴۶)، عاشوق اهل ارمنستان بود.

## زندگی‌نامه
وی در ۱۸۱۶ در روستای پاراکار در نزدیکی ایروان به دنیا آمد .  وی در ۱۸۴۶ در سن ۲۸ سالگی در ایروان درگذشت.